# Quatrième circonscription d'Indre-et-Loire
La quatrième circonscription d'Indre-et-Loire est l'une des cinq circonscriptions législatives françaises que compte le département d'Indre-et-Loire (37) situé en région Centre-Val de Loire.

## Description géographique et démographique

### De 1958 à 1986
Le département avait quatre circonscriptions.
La quatrième circonscription d'Indre-et-Loire était composée de : 
- canton d'Azay-le-Rideau
- canton de Bourgueil
- canton de Chinon
- canton de L'Île-Bouchard
- canton de Montbazon
- canton de Richelieu
- canton de Sainte-Maure-de-Touraine
- canton de Tours-Ouest (communes rurales)

Source : Journal Officiel du 14-15 Octobre 1958.

### Depuis 1988
La quatrième circonscription d'Indre-et-Loire est délimitée par le découpage électoral de la loi no 86-1197 du 24 novembre 1986
, elle regroupe les divisions administratives suivantes : 
- canton d'Azay-le-Rideau
- canton de Ballan-Miré
- canton de Chinon
- canton de L'Île-Bouchard
- canton de Joué-lès-Tours-Nord
- canton de Joué-lès-Tours-Sud
- canton de Richelieu
- canton de Sainte-Maure-de-Touraine

D'après le recensement général de la population en 2021, réalisé par l'Institut national de la statistique et des études économiques (INSEE), la population totale de cette circonscription est estimée à 125 720 habitants,.

## Historique des députations
| Législature | Début de mandat | Fin de mandat  | Député          | Parti politique | Observations |
| ----------- | --------------- | -------------- | --------------- | --------------- | --- |
| VIIe        | 2 juillet 1981  | 1er avril 1986 | Jean Proveux    | PS              | |
| VIIIe       | 2 avril 1986    | 14 mai 1988    | Aucun           | Aucun           | Proportionnelle par département, pas de député par circonscription. Mandat écourté à la suite d'une dissolution parlementaire décidée par François Mitterrand. |
| IXe         | 23 juin 1988    | 1er avril 1993 | Jean Proveux,   | PS,             | |
| Xe          | 2 avril 1993    | 21 avril 1997  | Hervé Novelli,  | UDF,            | Mandat écourté à la suite d'une dissolution parlementaire décidée par Jacques Chirac.                                                                          |
| XIe         | 12 juin 1997    | 18 juin 2002   | Yves Dauge,     | PS,             | |
| XIIe        | 19 juin 2002    | 19 juin 2007   | Hervé Novelli,  | UMP,            | |
| XIIIe       | 20 juin 2007    | 19 juin 2012   | Hervé Novelli,  | UMP,            | |
| XIVe        | 20 juin 2012    | 20 juin 2017   | Laurent Baumel  | PS              | |
| XVe         | 21 juin 2017    | 21 juin 2022   | Fabienne Colboc | LREM            | |
| XVIe        | 22 juin 2022    | 9 juin 2024    | Fabienne Colboc | LREM            | Mandat écourté à la suite d'une dissolution parlementaire décidée par Emmanuel Macron.                                                                         |
| XVIIe       | 8 juillet 2024  | En cours       | Laurent Baumel  | PS              | |

## Historique des élections

### Élections de 1958
|                | André-Georges Voisin élu | UNR            | 22 137 | 51,02  |  |  |  |
|                | Alain Ballot             | Modérés        | 7 072  | 16,3   |  |  |  |
|                | Louis Biéret             | PCF            | 5 382  | 12,41  |  |  |  |
|                | Louis Trotouin           | SFIO           | 4 891  | 11,27  |  |  |  |
|                | Maurice Constantin       | Radsoc         | 3 903  | 9      |  |  |  |
|                |                          |                |        |        |  |  |  |
| Inscrits       | Inscrits                 | Inscrits       | 58 726 | 100,00 |  |  |  |
| Abstentions    | Abstentions              | Abstentions    | 14 090 | 23,99  |  |  |  |
| Votants        | Votants                  | Votants        | 44 636 | 76,01  |  |  |  |
| Blancs et nuls | Blancs et nuls           | Blancs et nuls | 1 251  | 2,8    |  |  |  |
| Exprimés       | Exprimés                 | Exprimés       | 43 385 | 97,2   |  |  |  |

Le suppléant d'André Voisin était Étienne Cosson, Président des producteurs de lait d'Indre-et-Loire, conseiller général du canton de Montbazon, maire de Chambray-lès-Tours.

### Élections de 1962
|                | André-Georges Voisin sortant réélu | UNR-UDT        | 21 303 | 58,72  |  |  |  |
|                | Robert Amirault                    | Radsoc         | 9 362  | 25,8   |  |  |  |
|                | Raoul Devillaire                   | PCF            | 5 615  | 15,48  |  |  |  |
|                |                                    |                |        |        |  |  |  |
| Inscrits       | Inscrits                           | Inscrits       | 59 467 | 100,00 |  |  |  |
| Abstentions    | Abstentions                        | Abstentions    | 21 645 | 36,4   |  |  |  |
| Votants        | Votants                            | Votants        | 37 822 | 63,6   |  |  |  |
| Blancs et nuls | Blancs et nuls                     | Blancs et nuls | 1 542  | 4,08   |  |  |  |
| Exprimés       | Exprimés                           | Exprimés       | 36 280 | 95,92  |  |  |  |

Le suppléant d'André-Georges Voisin était Étienne Cosson.

### Élections de 1967
| Candidat       | Candidat                           | Parti          | Premier tour | Premier tour | Second tour | Second tour |  |
| Candidat       | Candidat                           | Parti          | Voix         | %            | Voix        | %           |  |
| -------------- | ---------------------------------- | -------------- | ------------ | ------------ | ----------- | ----------- |  |
|                | André-Georges Voisin sortant réélu | UD-Ve          | 24 349       | 49,03        | 26 880      | 56,46       |  |
|                | Lionel Audet                       | CIR (FGDS)     | 9 830        | 19,79        | 20 730      | 43,54       |  |
|                | Jean Soury                         | PCF            | 6 882        | 13,86        | Retrait     | Retrait     |  |
|                | Jean Chevalet                      | CD (PDM)       | 6 436        | 12,96        | Retrait     | Retrait     |  |
|                | Alain Ballot                       | ARLP           | 2 167        | 4,36         |             |             |  |
|                |                                    |                |              |              |             |             |  |
| Inscrits       | Inscrits                           | Inscrits       | 63 618       | 100,00       | 63 617      | 100,00      |  |
| Abstentions    | Abstentions                        | Abstentions    | 12 419       | 19,52        | 14 354      | 22,56       |  |
| Votants        | Votants                            | Votants        | 51 199       | 80,48        | 49 263      | 77,44       |  |
| Blancs et nuls | Blancs et nuls                     | Blancs et nuls | 1 535        | 3            | 1 653       | 3,36        |  |
| Exprimés       | Exprimés                           | Exprimés       | 49 664       | 97           | 47 610      | 96,64       |  |

Le suppléant d'André-Georges Voisin était Étienne Cosson.

### Élections de 1968
|                | André-Georges Voisin sortant réélu | UDR (URP)      | 25 231 | 51,31  |  |  |  |
|                | Raymond Lory                       | CD (PDM)       | 8 540  | 17,37  |  |  |  |
|                | Jean Lefèvre                       | Radical (FGDS) | 8 466  | 17,22  |  |  |  |
|                | Jean Soury                         | PCF            | 5 713  | 11,62  |  |  |  |
|                | Raymond Merceron                   | PSU            | 1 223  | 2,49   |  |  |  |
|                |                                    |                |        |        |  |  |  |
| Inscrits       | Inscrits                           | Inscrits       | 63 771 | 100,00 |  |  |  |
| Abstentions    | Abstentions                        | Abstentions    | 13 547 | 21,24  |  |  |  |
| Votants        | Votants                            | Votants        | 50 224 | 78,76  |  |  |  |
| Blancs et nuls | Blancs et nuls                     | Blancs et nuls | 1 051  | 2,09   |  |  |  |
| Exprimés       | Exprimés                           | Exprimés       | 49 173 | 97,91  |  |  |  |

Le suppléant d'André-Georges Voisin était Étienne Cosson.

### Élections de 1973
| Candidat       | Candidat                           | Parti          | Premier tour | Premier tour | Second tour | Second tour |  |
| Candidat       | Candidat                           | Parti          | Voix         | %            | Voix        | %           |  |
| -------------- | ---------------------------------- | -------------- | ------------ | ------------ | ----------- | ----------- |  |
|                | André-Georges Voisin sortant réélu | UDR (URP)      | 27 134       | 48,23        | 30 701      | 55,99       |  |
|                | Jean Proveux                       | PS (UGSD)      | 13 170       | 23,41        | 24 128      | 44,01       |  |
|                | Michel Boucq                       | Rad (MR)       | 7 499        | 13,33        | Retrait     | Retrait     |  |
|                | Jean Soury                         | PCF            | 6 989        | 12,42        |             |             |  |
|                | Serge Roux                         | LCR            | 1 471        | 2,61         |             |             |  |
|                |                                    |                |              |              |             |             |  |
| Inscrits       | Inscrits                           | Inscrits       | 70 901       | 100,00       | 70 897      | 100,00      |  |
| Abstentions    | Abstentions                        | Abstentions    | 12 992       | 18,32        | 14 386      | 20,29       |  |
| Votants        | Votants                            | Votants        | 57 909       | 81,68        | 56 511      | 79,71       |  |
| Blancs et nuls | Blancs et nuls                     | Blancs et nuls | 1 646        | 2,84         | 1 682       | 2,98        |  |
| Exprimés       | Exprimés                           | Exprimés       | 56 263       | 97,16        | 54 829      | 97,02       |  |

Le suppléant d'André-Georges Voisin était Raymond Lory, maire de Joué-lès-Tours.

### Élections de 1978
| Candidat       | Candidat                           | Parti          | Premier tour | Premier tour | Second tour | Second tour |  |
| Candidat       | Candidat                           | Parti          | Voix         | %            | Voix        | %           |  |
| -------------- | ---------------------------------- | -------------- | ------------ | ------------ | ----------- | ----------- |  |
|                | André-Georges Voisin sortant réélu | RPR            | 34 039       | 48,07        | 38 943      | 53,64       |  |
|                | Jean Proveux                       | PS             | 18 411       | 26           | 33 655      | 46,36       |  |
|                | Jean-Claude Guillon                | PCF            | 8 858        | 12,51        |             |             |  |
|                | Alain Saint-Cricq                  | PSD            | 2 139        | 3,02         |             |             |  |
|                | Robert Degré                       | MRG            | 2 009        | 2,84         |             |             |  |
|                | Robert Lefèvre                     | MDD            | 1 742        | 2,46         |             |             |  |
|                | Catherine Pinguet                  | LO             | 1 737        | 2,45         |             |             |  |
|                | Baudouin de Rochebrune             | PSU (FA)       | 1 406        | 1,99         |             |             |  |
|                | Jacques Garry                      | OCT            | 463          | 0,65         |             |             |  |
|                |                                    |                |              |              |             |             |  |
| Inscrits       | Inscrits                           | Inscrits       | 88 067       | 100,00       | 88 057      | 100,00      |  |
| Abstentions    | Abstentions                        | Abstentions    | 15 234       | 17,3         | 13 992      | 15,89       |  |
| Votants        | Votants                            | Votants        | 72 833       | 82,7         | 74 065      | 84,11       |  |
| Blancs et nuls | Blancs et nuls                     | Blancs et nuls | 2 029        | 2,79         | 1 467       | 1,98        |  |
| Exprimés       | Exprimés                           | Exprimés       | 70 804       | 97,21        | 72 598      | 98,02       |  |

Le suppléant d'André-Georges Voisin était Raymond Lory.

### Élections de 1981
| Candidat       | Candidat                     | Parti          | Premier tour | Premier tour | Second tour | Second tour |  |
| Candidat       | Candidat                     | Parti          | Voix         | %            | Voix        | %           |  |
| -------------- | ---------------------------- | -------------- | ------------ | ------------ | ----------- | ----------- |  |
|                | André-Georges Voisin sortant | RPR (UNM)      | 30 960       | 46,93        | 34 377      | 47,53       |  |
|                | Jean Proveux élu             | PS             | 27 994       | 42,44        | 37 943      | 52,47       |  |
|                | Jean-Claude Guillon          | PCF            | 4 629        | 7,02         |             |             |  |
|                | Jean-Jacques Prodhomme       | LO             | 1 266        | 1,92         |             |             |  |
|                | Gérard Beaudin               | MRG            | 1 116        | 1,69         |             |             |  |
|                | Jacques Buisson              | PFN            | 2            | 0            |             |             |  |
|                |                              |                |              |              |             |             |  |
| Inscrits       | Inscrits                     | Inscrits       | 94 927       | 100,00       | 94 904      | 100,00      |  |
| Abstentions    | Abstentions                  | Abstentions    | 27 826       | 29,31        | 21 554      | 22,71       |  |
| Votants        | Votants                      | Votants        | 67 101       | 70,69        | 73 350      | 77,29       |  |
| Blancs et nuls | Blancs et nuls               | Blancs et nuls | 1 134        | 1,69         | 1 030       | 1,4         |  |
| Exprimés       | Exprimés                     | Exprimés       | 65 967       | 98,31        | 72 320      | 98,6        |  |

Le suppléant de Jean Proveux était Yves Dauge, conseiller général du canton de Chinon, maire de Saint-Germain-sur-Vienne.

### Élections de 1988
| Candidat       | Candidat                   | Parti          | Premier tour | Premier tour | Second tour | Second tour |  |
| Candidat       | Candidat                   | Parti          | Voix         | %            | Voix        | %           |  |
| -------------- | -------------------------- | -------------- | ------------ | ------------ | ----------- | ----------- |  |
|                | Jean Proveux sortant réélu | PS             | 21 076       | 44,19        | 27 511      | 53,57       |  |
|                | Raymond Lory sortant       | UDF (PR) (URC) | 15 132       | 31,73        | 23 849      | 46,43       |  |
|                | Marc Jacquet               | Divers droite  | 5 244        | 11           |             |             |  |
|                | Didier Alriq               | FN             | 3 784        | 7,93         |             |             |  |
|                | Jean-Michel Bodin          | PCF            | 2 454        | 5,15         |             |             |  |
|                |                            |                |              |              |             |             |  |
| Inscrits       | Inscrits                   | Inscrits       | 74 794       | 100,00       | 74 785      | 100,00      |  |
| Abstentions    | Abstentions                | Abstentions    | 26 164       | 34,98        | 22 221      | 29,71       |  |
| Votants        | Votants                    | Votants        | 48 630       | 65,02        | 52 564      | 70,29       |  |
| Blancs et nuls | Blancs et nuls             | Blancs et nuls | 940          | 1,93         | 1 204       | 2,29        |  |
| Exprimés       | Exprimés                   | Exprimés       | 47 690       | 98,07        | 51 360      | 97,71       |  |

Le suppléant de Jean Proveux était Yves Dauge.

### Élections de 1993
| Candidat       | Candidat               | Parti          | Premier tour | Premier tour | Second tour | Second tour |  |
| Candidat       | Candidat               | Parti          | Voix         | %            | Voix        | %           |  |
| -------------- | ---------------------- | -------------- | ------------ | ------------ | ----------- | ----------- |  |
|                | Hervé Novelli élu      | UDF (PR)       | 17 586       | 34,58        | 27 980      | 55,47       |  |
|                | Jean Proveux sortant   | PS (ADFP)      | 11 867       | 23,33        | 22 464      | 44,53       |  |
|                | Marcellin Sigonneau    | CNIP           | 6 122        | 12,04        |             |             |  |
|                | Agnès Belbéoch         | FN             | 5 597        | 11           |             |             |  |
|                | Alain Pachet           | Les Verts      | 3 638        | 7,15         |             |             |  |
|                | Jean-Michel Bodin      | PCF            | 2 282        | 4,49         |             |             |  |
|                | Jean-Jacques Prodhomme | LO             | 1 724        | 3,39         |             |             |  |
|                | Bernadette Dugué       | LT-LNÉ         | 1 569        | 3,08         |             |             |  |
|                | Clément Roubaud        | Divers         | 474          | 0,93         |             |             |  |
|                |                        |                |              |              |             |             |  |
| Inscrits       | Inscrits               | Inscrits       | 78 532       | 100,00       | 78 528      | 100,00      |  |
| Abstentions    | Abstentions            | Abstentions    | 24 669       | 31,41        | 24 359      | 31,02       |  |
| Votants        | Votants                | Votants        | 53 863       | 68,59        | 54 169      | 68,98       |  |
| Blancs et nuls | Blancs et nuls         | Blancs et nuls | 3 004        | 5,58         | 3 725       | 6,88        |  |
| Exprimés       | Exprimés               | Exprimés       | 50 859       | 94,42        | 50 444      | 93,12       |  |

Le suppléant d'Hervé Novelli était Jacques Rabier, professeur de lycée, Premier adjoint au maire de Ballan-Miré.

### Élections de 1997
| Candidat       | Candidat               | Parti          | Premier tour | Premier tour | Second tour | Second tour |  |
| Candidat       | Candidat               | Parti          | Voix         | %            | Voix        | %           |  |
| -------------- | ---------------------- | -------------- | ------------ | ------------ | ----------- | ----------- |  |
|                | Hervé Novelli sortant  | UDF (PR)       | 16 457       | 32,66        | 26 415      | 49,15       |  |
|                | Yves Dauge élu         | PS             | 14 884       | 29,54        | 27 325      | 50,85       |  |
|                | Agnès Belbéoch         | FN             | 6 715        | 13,33        |             |             |  |
|                | Jean-Marie Lepézel     | PCF            | 3 147        | 6,25         |             |             |  |
|                | Jean-Jacques Prodhomme | LO             | 2 212        | 4,39         |             |             |  |
|                | Henri Gaulandeau       | MPF (LDI)      | 2 132        | 4,23         |             |             |  |
|                | Monique Chevet         | Les Verts      | 1 905        | 3,78         |             |             |  |
|                | Josselin de Lespinay   | GÉ             | 1 550        | 3,08         |             |             |  |
|                | Francis Gérard         | MDC            | 1 385        | 2,75         |             |             |  |
|                |                        |                |              |              |             |             |  |
| Inscrits       | Inscrits               | Inscrits       | 79 368       | 100,00       | 79 373      | 100,00      |  |
| Abstentions    | Abstentions            | Abstentions    | 25 937       | 32,68        | 22 439      | 28,27       |  |
| Votants        | Votants                | Votants        | 53 431       | 67,32        | 56 934      | 71,73       |  |
| Blancs et nuls | Blancs et nuls         | Blancs et nuls | 3 044        | 5,7          | 3 194       | 5,61        |  |
| Exprimés       | Exprimés               | Exprimés       | 50 387       | 94,3         | 53 740      | 94,39       |  |

Le suppléant d'Yves Dauge était Philippe Le Breton, conseiller général du canton de Joué-lès-Tours-Sud, maire de Joué-lès-Tours, cadre supérieur à la Banque de France.

### Élections de 2002
| Candidat       | Candidat                       | Parti            | Premier tour | Premier tour | Second tour | Second tour |  |
| Candidat       | Candidat                       | Parti            | Voix         | %            | Voix        | %           |  |
| -------------- | ------------------------------ | ---------------- | ------------ | ------------ | ----------- | ----------- |  |
|                | Hervé Novelli élu              | UMP              | 17 149       | 33,29        | 26 067      | 53,68       |  |
|                | Philippe Le Breton             | PS               | 15 976       | 31,01        | 22 493      | 46,32       |  |
|                | Armelle Gantier                | FN               | 4 479        | 8,69         |             |             |  |
|                | François Blanchecotte          | Divers droite    | 3 860        | 7,49         |             |             |  |
|                | Marcellin Sigonneau            | Divers droite    | 3 382        | 6,56         |             |             |  |
|                | Alain Pachet                   | Les Verts        | 1 242        | 2,41         |             |             |  |
|                | Jean-Marie Lepézel             | PCF              | 1 237        | 2,4          |             |             |  |
|                | Jean-Jacques Prodhomme         | LO               | 832          | 1,61         |             |             |  |
|                | Marie-Paule Collard-Bouteiller | LCR              | 809          | 1,57         |             |             |  |
|                | Annette Duval                  | CPNT             | 644          | 1,25         |             |             |  |
|                | Myriam Bataille                | MPF              | 401          | 0,78         |             |             |  |
|                | Jean Sautereau                 | MHAN             | 373          | 0,72         |             |             |  |
|                | Pascal Pérony                  | MNR              | 344          | 0,67         |             |             |  |
|                | Francis Gérard                 | Pôle républicain | 337          | 0,65         |             |             |  |
|                | Marie-Sylvie Borfiga           | MÉI              | 259          | 0,5          |             |             |  |
|                | Gilles Auvinet                 | Divers           | 133          | 0,26         |             |             |  |
|                | Abdenasser Kbibech             | Divers           | 62           | 0,12         |             |             |  |
|                |                                |                  |              |              |             |             |  |
| Inscrits       | Inscrits                       | Inscrits         | 82 137       | 100,00       | 82 131      | 100,00      |  |
| Abstentions    | Abstentions                    | Abstentions      | 29 368       | 35,75        | 31 710      | 38,61       |  |
| Votants        | Votants                        | Votants          | 52 769       | 64,25        | 50 421      | 61,39       |  |
| Blancs et nuls | Blancs et nuls                 | Blancs et nuls   | 1 250        | 2,37         | 1 861       | 3,69        |  |
| Exprimés       | Exprimés                       | Exprimés         | 51 519       | 97,63        | 48 560      | 96,31       |  |

Le suppléant d'Hervé Novelli était Michel Lezeau, maire de Ballan-Miré, conseiller général du canton de Ballan-Miré, président de la communauté de communes de la Confluence.

### Élections de 2007
| Candidat       | Candidat                       | Parti          | Premier tour | Premier tour | Second tour | Second tour |  |
| Candidat       | Candidat                       | Parti          | Voix         | %            | Voix        | %           |  |
| -------------- | ------------------------------ | -------------- | ------------ | ------------ | ----------- | ----------- |  |
|                | Hervé Novelli sortant réélu    | UMP            | 23 564       | 44,24        | 27 157      | 52,56       |  |
|                | Philippe Le Breton             | PS             | 16 397       | 30,79        | 24 514      | 47,44       |  |
|                | Jean-Luc Navard                | UDF–MoDem      | 4 277        | 8,03         |             |             |  |
|                | Armelle Gantier                | FN             | 2 147        | 4,03         |             |             |  |
|                | Marie-Claire Robin             | Les Verts      | 1 278        | 2,4          |             |             |  |
|                | Marie-Paule Collard-Bouteiller | LCR            | 1 268        | 2,38         |             |             |  |
|                | Jean-Marie Lepézel             | PCF            | 1 094        | 2,05         |             |             |  |
|                | Xavier Boissy                  | CPNT           | 779          | 1,46         |             |             |  |
|                | Patrick Lepers                 | MPF            | 770          | 1,45         |             |             |  |
|                | Jean-Jacques Prodhomme         | LO             | 614          | 1,15         |             |             |  |
|                | Nathalie Christiaens           | LT-LNÉ         | 540          | 1,01         |             |             |  |
|                | Patrick Le Berre               | Divers         | 531          | 1            |             |             |  |
|                |                                |                |              |              |             |             |  |
| Inscrits       | Inscrits                       | Inscrits       | 86 403       | 100,00       | 86 402      | 100,00      |  |
| Abstentions    | Abstentions                    | Abstentions    | 32 294       | 37,38        | 33 291      | 38,53       |  |
| Votants        | Votants                        | Votants        | 54 109       | 62,62        | 53 111      | 61,47       |  |
| Blancs et nuls | Blancs et nuls                 | Blancs et nuls | 850          | 1,57         | 1 440       | 2,71        |  |
| Exprimés       | Exprimés                       | Exprimés       | 53 259       | 98,43        | 51 671      | 97,29       |  |

### Élections de 2012
| Candidat       | Candidat               | Parti                    | Premier tour | Premier tour | Second tour | Second tour |  |
| Candidat       | Candidat               | Parti                    | Voix         | %            | Voix        | %           |  |
| -------------- | ---------------------- | ------------------------ | ------------ | ------------ | ----------- | ----------- |  |
|                | Laurent Baumel élu     | PS                       | 20 673       | 39,65        | 27 657      | 53,39       |  |
|                | Hervé Novelli sortant  | UMP                      | 18 737       | 35,93        | 24 143      | 46,61       |  |
|                | Émilie Thélot          | FN (RBM)                 | 5 943        | 11,40        |             |             |  |
|                | Patrick Fresne         | PCF (FG) (Divers gauche) | 2 490        | 4,78         |             |             |  |
|                | Gilles Descroix        | EÉLV                     | 1 314        | 2,52         |             |             |  |
|                | Philippe Oliveira      | MoDem (CpF)              | 1 108        | 2,12         |             |             |  |
|                | Nathalie Christiaens   | LT-LNÉ                   | 460          | 0,88         |             |             |  |
|                | Jacqueline Levy        | DLR                      | 384          | 0,74         |             |             |  |
|                | Jean-Jacques Prodhomme | LO                       | 338          | 0,65         |             |             |  |
|                | Sylvain Fauvinet       | NPA                      | 225          | 0,43         |             |             |  |
|                | Jean Lerbet            | AÉI                      | 218          | 0,42         |             |             |  |
|                | Cécile Evano           | POI                      | 200          | 0,38         |             |             |  |
|                | Joël Bernard           | AR                       | 54           | 0,10         |             |             |  |
|                |                        |                          |              |              |             |             |  |
| Inscrits       | Inscrits               | Inscrits                 | 88 306       | 100,00       | 88 312      | 100,00      |  |
| Abstentions    | Abstentions            | Abstentions              | 35 358       | 40,04        | 35 023      | 39,66       |  |
| Votants        | Votants                | Votants                  | 52 948       | 59,96        | 53 289      | 60,34       |  |
| Blancs et nuls | Blancs et nuls         | Blancs et nuls           | 804          | 1,52         | 1 489       | 2,79        |  |
| Exprimés       | Exprimés               | Exprimés                 | 52 144       | 98,48        | 51 800      | 97,21       |  |

### Élections de 2017
| Candidat       | Candidat               | Parti          | Premier tour | Premier tour | Second tour | Second tour |  |
| Candidat       | Candidat               | Parti          | Voix         | %            | Voix        | %           |  |
| -------------- | ---------------------- | -------------- | ------------ | ------------ | ----------- | ----------- |  |
|                | Fabienne Colboc élue   | LREM           | 15 618       | 34,39        | 19 994      | 58,26       |  |
|                | Hervé Novelli          | LR             | 8 100        | 17,84        | 14 327      | 41,74       |  |
|                | Laurent Baumel sortant | PS             | 7 404        | 16,30        |             |             |  |
|                | Nadia Vezin            | LFI            | 5 209        | 11,47        |             |             |  |
|                | Véronique Péan         | FN             | 4 260        | 9,38         |             |             |  |
|                | Michel Gendron         | EÉLV           | 1 616        | 3,56         |             |             |  |
|                | Véronique Valin        | DLF            | 1 147        | 2,53         |             |             |  |
|                | Geoffroy de Vries      | Divers droite  | 741          | 1,63         |             |             |  |
|                | Sophie Hervé           | PCF            | 645          | 1,42         |             |             |  |
|                | Jean-Jacques Prodhomme | LO             | 425          | 0,94         |             |             |  |
|                | Kemaïs Marzouk         | UPR            | 251          | 0,55         |             |             |  |
|                | Pierre Polier          | Divers droite  | 0            | 0,00         |             |             |  |
|                |                        |                |              |              |             |             |  |
| Inscrits       | Inscrits               | Inscrits       | 90 129       | 100,00       | 90 130      | 100,00      |  |
| Abstentions    | Abstentions            | Abstentions    | 43 688       | 48,47        | 50 529      | 56,06       |  |
| Votants        | Votants                | Votants        | 46 441       | 51,53        | 39 601      | 43,94       |  |
| Blancs et nuls | Blancs et nuls         | Blancs et nuls | 1 025        | 2,21         | 5 280       | 13,33       |  |
| Exprimés       | Exprimés               | Exprimés       | 45 416       | 97,79        | 34 321      | 86,67       |  |

### Élections de 2022
| Candidat       | Candidat                        | Parti          | Premier tour | Premier tour | Second tour | Second tour |  |
| Candidat       | Candidat                        | Parti          | Voix         | %            | Voix        | %           |  |
| -------------- | ------------------------------- | -------------- | ------------ | ------------ | ----------- | ----------- |  |
|                | Fabienne Colboc sortante réélue | LREM (ENS)     | 13 666       | 30,00        | 21 185      | 50,52       |  |
|                | Laurent Baumel                  | PS (NUPES)     | 13 461       | 29,55        | 20 752      | 49,48       |  |
|                | Jean-François Bellanger         | RN             | 9 043        | 19,85        |             |             |  |
|                | Sophie Lagrée                   | LR             | 4 349        | 9,55         |             |             |  |
|                | Olivier de la Ferté             | REC            | 1 907        | 4,19         |             |             |  |
|                | Caroline Deforge                | MÉI            | 1 848        | 4,06         |             |             |  |
|                | Kévin Gardeau                   | LO             | 570          | 1,25         |             |             |  |
|                | Jacques Masset                  | PA             | 498          | 1,09         |             |             |  |
|                | Nesrine Ben Lahcen              | Sans étiquette | 153          | 0,34         |             |             |  |
|                | Francis Chambers                | Sans étiquette | 65           | 0,14         |             |             |  |
|                |                                 |                |              |              |             |             |  |
| Inscrits       | Inscrits                        | Inscrits       | 92 304       | 100,00       | 92 318      | 100,00      |  |
| Abstentions    | Abstentions                     | Abstentions    | 45 720       | 49,53        | 47 013      | 50,93       |  |
| Votants        | Votants                         | Votants        | 46 584       | 50,47        | 45 305      | 49,07       |  |
| Blancs et nuls | Blancs et nuls                  | Blancs et nuls | 1 023        | 2,2          | 3 368       | 7,43        |  |
| Exprimés       | Exprimés                        | Exprimés       | 45 561       | 97,8         | 41 937      | 92,57       |  |

### Élections de 2024
| Candidat                 | Candidat                 | Parti et coalition       | Nuance                   | Premier tour | Premier tour | Second tour | Second tour |
| Candidat                 | Candidat                 | Parti et coalition       | Nuance                   | Voix         | %            | Voix        | %           |
| ------------------------ | ------------------------ | ------------------------ | ------------------------ | ------------ | ------------ | ----------- | ----------- |
|                          | Jean-François Bellanger  | RN                       | RN                       | 20 328       | 32,89        | 24 615      | 42,59       |
|                          | Laurent Baumel           | PS (NFP)                 | UG                       | 18 374       | 29,73        | 33 179      | 57,41       |
|                          | Fabienne Colboc          | RE (ENS)                 | ENS                      | 17 092       | 27,65        | Retrait     | Retrait     |
|                          | Sophie Lagrée            | LR (UDC)                 | LR                       | 5 287        | 8,55         |             |             |
|                          | Kévin Gardeau            | LO                       | EXG                      | 731          | 1,18         |             |             |
|                          |                          |                          |                          |              |              |             |             |
| Votes valides            | Votes valides            | Votes valides            | Votes valides            | 61 812       | 97,36        | 57 794      | 90,84       |
| Votes blancs             | Votes blancs             | Votes blancs             | Votes blancs             | 1 145        | 1,80         | 4 367       | 6,86        |
| Votes nuls               | Votes nuls               | Votes nuls               | Votes nuls               | 531          | 0,84         | 1 463       | 2,30        |
| Total                    | Total                    | Total                    | Total                    | 63 488       | 100          | 63 624      | 100         |
| Abstention               | Abstention               | Abstention               | Abstention               | 29 246       | 31,54        | 29 115      | 31,39       |
| Inscrits / participation | Inscrits / participation | Inscrits / participation | Inscrits / participation | 92 734       | 68,46        | 92 739      | 68,61       |

#### Département d'Indre-et-Loire
- La fiche de l'INSEE de cette circonscription : « Tableaux et Analyses de la quatrième circonscription d'Indre-et-Loire », sur insee.fr, site de l'Institut national de la statistique et des études économiques (consulté le 10 juin 2007) [PDF]

- « Tous les députés du département d'Indre-et-Loire depuis 1789 » [archive du 30 septembre 2007], sur assemblee-nationale.fr, site de l'Assemblée nationale française (consulté le 10 juin 2007)

- « Informations contentieuses sur le département d'Indre-et-Loire (Élections législatives de 2002) »(Archive.org • Wikiwix • Archive.is • Google • Que faire ?), sur conseil-constitutionnel.fr, site du Conseil constitutionnel (consulté le 13 juin 2007)

#### Circonscriptions en France
- « Carte des circonscriptions législatives en France », sur assemblee-nationale.fr, site de l'Assemblée nationale française (consulté le 20 juin 2007)

- « Résultats électoraux officiels en France »(Archive.org • Wikiwix • Archive.is • Google • Que faire ?), sur interieur.gouv.fr, site du ministère de l'Intérieur (France) (consulté le 13 juin 2007)

- Description et Atlas des circonscriptions électorales de France sur http://www.atlaspol.com, Atlaspol, site de cartographie géopolitique, consulté le 13 juin 2007.